# 邊境戰役
邊境戰役是第一次世界大戰西線戰場中的初期戰役。德意志帝國和法蘭西共和國為了實施各自的作戰計畫(施里芬計畫和第十七號計畫)，在比利時南部和法國東北部所展開的一系列衝突與戰鬥。儘管施里芬計畫取得相當部分的成功，德軍也攻入法國北部，但法軍和英國遠征軍的後衛作戰迫使德軍放慢進軍巴黎的速度，使法國有時間重組第六軍團和調動軍隊保衛首都，以至於第一次馬恩河戰役的開始。

## 註腳
1. 1 2  Herwig（2009年），第159页